# Interlands Slowaaks voetbalelftal 1992-1999
Deze pagina toont een chronologisch en gedetailleerd overzicht van de interlands die het Slowaaks voetbalelftal speelde in de periode 1992 – 1999 na de vreedzame ontmanteling van Tsjecho-Slowakije als eenheidsstaat. Vooruitlopend op de boedelscheiding speelde de nationale ploeg van Slowakije in 1992 en 1993 in totaal drie officieuze interlands.

## Interlands

### 1992
|                                                                |          |                  |           |                                                                                 |
| 14 oktober Vriendschappelijk Officieus duel «onderlinge duels» | Litouwen | 0 – 1            | Slowakije | Žalgirisstadion, Vilnius Toeschouwers: 500 Scheidsrechter: Sergejus Slyva (LTU) |
| 14 oktober Vriendschappelijk Officieus duel «onderlinge duels» |          | 25' Július Šimon |           | Žalgirisstadion, Vilnius Toeschouwers: 500 Scheidsrechter: Sergejus Slyva (LTU) |

### 1993
|                                                              |                                          |       |                                                           |                                                                                         |
| 30 maart Vriendschappelijk Officieus duel «onderlinge duels» | Slowakije                                | 2 – 2 | Litouwen                                                  | Mestský štadión, Dunajská Streda Toeschouwers: 2.000 Scheidsrechter: Karol Ihring (SVK) |
| 30 maart Vriendschappelijk Officieus duel «onderlinge duels» | Ľubomír Luhový 27' Pavol Diňa 55' (pen.) |       | 40' (pen.) Ričardas Zdančius 70' (pen.) Ričardas Zdančius | Mestský štadión, Dunajská Streda Toeschouwers: 2.000 Scheidsrechter: Karol Ihring (SVK) |

|                                                                 |                                       |       |          |                                                                                                |
| 16 november Vriendschappelijk Officieus duel «onderlinge duels» | Slowakije                             | 2 – 0 | Slovenië | Futbalový štadión Prievidza, Prievidza Toeschouwers: 2.500 Scheidsrechter: Václav Krondl (CZE) |
| 16 november Vriendschappelijk Officieus duel «onderlinge duels» | Ľubomír Faktor 36' Ľubomír Luhový 57' |       |          | Futbalový štadión Prievidza, Prievidza Toeschouwers: 2.500 Scheidsrechter: Václav Krondl (CZE) |

### 1994
|                                                                                 |        |                    |           |                                                                                 |
| 2 februari Sharjah Vierlandentoernooi № 17 «onderlinge duels» 16:00 uur (UTC+4) | V.A.E. | 0 – 1              | Slowakije | Sharjahstadion, Sharjah Toeschouwers: 20.000 Scheidsrechter: Long Zin Zin (CHN) |
| 2 februari Sharjah Vierlandentoernooi № 17 «onderlinge duels» 16:00 uur (UTC+4) |        | 47' Vladimír Weiss |           | Sharjahstadion, Sharjah Toeschouwers: 20.000 Scheidsrechter: Long Zin Zin (CHN) |

|                                                               |                   |       |           |                                                                                       |
| 4 februari Sharjah Vierlandentoernooi № 18 «onderlinge duels» | Egypte            | 1 – 0 | Slowakije | Sharjahstadion, Sharjah Toeschouwers: 5.000 Scheidsrechter: Ahmed Ibrahim Hakim (UAE) |
| 4 februari Sharjah Vierlandentoernooi № 18 «onderlinge duels» | Hossam Hassan 75' |       |           | Sharjahstadion, Sharjah Toeschouwers: 5.000 Scheidsrechter: Ahmed Ibrahim Hakim (UAE) |

|                                                               |                                               |       |                    |                                                                                 |
| 6 februari Sharjah Vierlandentoernooi № 19 «onderlinge duels» | Marokko                                       | 2 – 1 | Slowakije          | Sharjahstadion, Sharjah Toeschouwers: 20.000 Scheidsrechter: Long Zin Zin (CHN) |
| 6 februari Sharjah Vierlandentoernooi № 19 «onderlinge duels» | Youssef Fertout 23' Abdelkrim El Hadrioui 87' |       | 27' Ľubomír Faktor | Sharjahstadion, Sharjah Toeschouwers: 20.000 Scheidsrechter: Long Zin Zin (CHN) |

|                                                                      |                      |       |                                      |                                                                                     |
| 30 maart Vriendschappelijk № 20 «onderlinge duels» 18:00 uur (UTC+2) | Malta                | 1 – 2 | Slowakije                            | Ta' Qalistadion, Ta' Qali Toeschouwers: 2.500 Scheidsrechter: Loris Stafoggia (ITA) |
| 30 maart Vriendschappelijk № 20 «onderlinge duels» 18:00 uur (UTC+2) | Kristian Laferla 45' |       | 13' Jaroslav Timko 69' Viliam Hýravý | Ta' Qalistadion, Ta' Qali Toeschouwers: 2.500 Scheidsrechter: Loris Stafoggia (ITA) |

|                                                                      |                                                                                              |       |                   |                                                                                |
| 20 april Vriendschappelijk № 21 «onderlinge duels» 17:30 uur (UTC+2) | Slowakije                                                                                    | 4 – 1 | Kroatië           | Tehelné pole, Bratislava Toeschouwers: 6.511 Scheidsrechter: Sándor Puhl (HUN) |
| 20 april Vriendschappelijk № 21 «onderlinge duels» 17:30 uur (UTC+2) | Peter Dubovský 24' (pen.) Peter Dubovský 61' (pen.) Vladimír Kinder 68' Ľubomír Moravčík 83' |       | 68' Joško Popović | Tehelné pole, Bratislava Toeschouwers: 6.511 Scheidsrechter: Sándor Puhl (HUN) |

|                                                                    |                                            |       |                  |                                                                                            |
| 29 mei Vriendschappelijk № 22 «onderlinge duels» 18:00 uur (UTC+4) | Rusland                                    | 2 – 1 | Slowakije        | Olympisch Stadion Loezjniki, Moskou Toeschouwers: 8.000 Scheidsrechter: Vadzim Zjoek (BLR) |
| 29 mei Vriendschappelijk № 22 «onderlinge duels» 18:00 uur (UTC+4) | Andrey Pyatnitskiy 49' Illya Tsymbalar 59' |       | 34' Dušan Tittel | Olympisch Stadion Loezjniki, Moskou Toeschouwers: 8.000 Scheidsrechter: Vadzim Zjoek (BLR) |

|                                                                         |                |       |                      |                                                                                      |
| 16 augustus Vriendschappelijk № 23 «onderlinge duels» 20:15 uur (UTC+2) | Slowakije      | 1 – 1 | Malta                | Tehelné pole, Bratislava Toeschouwers: 6.100 Scheidsrechter: Hubert Forstinger (AUT) |
| 16 augustus Vriendschappelijk № 23 «onderlinge duels» 20:15 uur (UTC+2) | Michal Hipp 2' |       | 75' Kristian Laferla | Tehelné pole, Bratislava Toeschouwers: 6.100 Scheidsrechter: Hubert Forstinger (AUT) |

|                                                                            |           |       |           |                                                                                     |
| 7 september EK 1996 kwalificatie № 24 «onderlinge duels» 20:30 uur (UTC+2) | Slowakije | 0 – 0 | Frankrijk | Tehelné pole, Bratislava Toeschouwers: 14.329 Scheidsrechter: Peter Mikkelsen (DEN) |
| 7 september EK 1996 kwalificatie № 24 «onderlinge duels» 20:30 uur (UTC+2) |           |       |           | Tehelné pole, Bratislava Toeschouwers: 14.329 Scheidsrechter: Peter Mikkelsen (DEN) |

|                                                                           |                                       |       |                                       |                                                                                         |
| 12 oktober EK 1996 kwalificatie № 25 «onderlinge duels» 18:00 uur (UTC+2) | Israël                                | 2 – 2 | Slowakije                             | Ramat Ganstadion, Ramat Gan Toeschouwers: 9.000 Scheidsrechter: John Blankenstein (NED) |
| 12 oktober EK 1996 kwalificatie № 25 «onderlinge duels» 18:00 uur (UTC+2) | Ronen Harazi 12' Tal Banin 33' (pen.) |       | 6' Štefan Rusnák 14' Ľubomír Moravčík | Ramat Ganstadion, Ramat Gan Toeschouwers: 9.000 Scheidsrechter: John Blankenstein (NED) |

|                                                                            |                                                         |       |                                        |                                                                                     |
| 12 november EK 1996 kwalificatie № 26 «onderlinge duels» 18:00 uur (UTC+2) | Roemenië                                                | 3 – 2 | Slowakije                              | Stadionul Steaua, Boekarest Toeschouwers: 14.000 Scheidsrechter: Vadzim Zjoek (BLR) |
| 12 november EK 1996 kwalificatie № 26 «onderlinge duels» 18:00 uur (UTC+2) | Gheorghe Popescu 7' Gheorghe Hagi 47' Daniel Prodan 81' |       | 56' Peter Dubovský 79' Miroslav Chvíla | Stadionul Steaua, Boekarest Toeschouwers: 14.000 Scheidsrechter: Vadzim Zjoek (BLR) |

### 1995
|                                                                         |                                                                     |       |           |                                                                                  |
| 22 februari Vriendschappelijk № 27 «onderlinge duels» 21:35 uur (UTC−3) | Brazilië                                                            | 5 – 0 | Slowakije | Castelão, Fortaleza Toeschouwers: 87.000 Scheidsrechter: Francisco Dacildo (BRA) |
| 22 februari Vriendschappelijk № 27 «onderlinge duels» 21:35 uur (UTC−3) | Luciano Souza 45' Bebeto 68' Túlio 77' Márcio Santos 87' Bebeto 90' |       |           | Castelão, Fortaleza Toeschouwers: 87.000 Scheidsrechter: Francisco Dacildo (BRA) |

|                                                                     |                                       |       |                   |                                                                                        |
| 8 maart Vriendschappelijk № 28 «onderlinge duels» 18:00 uur (UTC+1) | Slowakije                             | 2 – 1 | Rusland           | Všešportový areál, Košice Toeschouwers: 10.200 Scheidsrechter: Hans-Jürgen Weber (GER) |
| 8 maart Vriendschappelijk № 28 «onderlinge duels» 18:00 uur (UTC+1) | Peter Dubovský 26' Peter Dubovský 69' |       | 76' Valeri Karpin | Všešportový areál, Košice Toeschouwers: 10.200 Scheidsrechter: Hans-Jürgen Weber (GER) |

|                                                                         |                                                                                  |       |                             |                                                                                      |
| 29 maart EK 1996 kwalificatie № 29 «onderlinge duels» 18:00 uur (UTC+2) | Slowakije                                                                        | 4 – 1 | Azerbeidzjan                | Všešportový areál, Košice Toeschouwers: 12.450 Scheidsrechter: Vasilis Nikakis (GRE) |
| 29 maart EK 1996 kwalificatie № 29 «onderlinge duels» 18:00 uur (UTC+2) | Dušan Tittel 35' Jaroslav Timko 40' Peter Dubovský 45' (pen.) Jaroslav Timko 50' |       | 80' (pen.) Nazim Süleymanov | Všešportový areál, Košice Toeschouwers: 12.450 Scheidsrechter: Vasilis Nikakis (GRE) |

|                                                                         |                                                                                   |       |           |                                                                                          |
| 26 april EK 1996 kwalificatie № 30 «onderlinge duels» 20:45 uur (UTC+2) | Frankrijk                                                                         | 4 – 0 | Slowakije | Stade de la Beaujoire, Nantes Toeschouwers: 23.910 Scheidsrechter: Bernd Heynemann (GER) |
| 26 april EK 1996 kwalificatie № 30 «onderlinge duels» 20:45 uur (UTC+2) | Ondrej Krištofík 27' (e.d.) David Ginola 42' Laurent Blanc 57' Vincent Guérin 61' |       |           | Stade de la Beaujoire, Nantes Toeschouwers: 23.910 Scheidsrechter: Bernd Heynemann (GER) |

|                                                                   |                    |       |                    |                                                                                  |
| 8 mei Vriendschappelijk № 31 «onderlinge duels» 18:00 uur (UTC+2) | Slowakije          | 1 – 1 | Tsjechië           | Tehelné pole, Bratislava Toeschouwers: 10.000 Scheidsrechter: Leif Sundell (SWE) |
| 8 mei Vriendschappelijk № 31 «onderlinge duels» 18:00 uur (UTC+2) | Jaroslav Timko 58' |       | 32' Daniel Šmejkal | Tehelné pole, Bratislava Toeschouwers: 10.000 Scheidsrechter: Leif Sundell (SWE) |

|                                                                       | |       |           |                                                                                        |
| 7 juni EK 1996 kwalificatie № 32 «onderlinge duels» 17:30 uur (UTC+2) | Polen                                                                                                | 5 – 0 | Slowakije | Górnik Zabrzestadion, Zabrze Toeschouwers: 9.315 Scheidsrechter: Robert Sedlacek (AUT) |
| 7 juni EK 1996 kwalificatie № 32 «onderlinge duels» 17:30 uur (UTC+2) | Andrzej Juskowiak 10' Tomasz Wieszczycki 58' Roman Kosecki 63' Piotr Nowak 69' Andrzej Juskowiak 72' |       |           | Górnik Zabrzestadion, Zabrze Toeschouwers: 9.315 Scheidsrechter: Robert Sedlacek (AUT) |

|                                                             | |       |           |                                                                                               |
| 22 juni Vriendschappelijk Officieus duel «onderlinge duels» | Argentinië | 6 – 0 | Slowakije | Estadio Malvinas Argentinas, Mendoza Toeschouwers: 25.000 Scheidsrechter: Mario Sánchez (CHL) |
| 22 juni Vriendschappelijk Officieus duel «onderlinge duels» | Marcelo Gallardo 58' Javier Zanetti 61' Gabriel Batistuta 68' Marcelo Gallardo 69' (pen.) Diego Simeone 80' Gabriel Batistuta 89' |       |           | Estadio Malvinas Argentinas, Mendoza Toeschouwers: 25.000 Scheidsrechter: Mario Sánchez (CHL) |

|                                                             |                            |       |           |                                                                                 |
| 25 juni Vriendschappelijk Officieus duel «onderlinge duels» | Peru                       | 1 – 0 | Slowakije | Estadio Nacional, Lima Toeschouwers: 10.000 Scheidsrechter: César Cordova (PER) |
| 25 juni Vriendschappelijk Officieus duel «onderlinge duels» | Nolberto Solano 59' (pen.) |       |           | Estadio Nacional, Lima Toeschouwers: 10.000 Scheidsrechter: César Cordova (PER) |

|                                                                            |              |                   |           |                                                                                       |
| 16 augustus EK 1996 kwalificatie № 33 «onderlinge duels» 19:00 uur (UTC+3) | Azerbeidzjan | 0 – 1             | Slowakije | Hüseyin Avni Akerstadion, Trabzon Toeschouwers: 200 Scheidsrechter: Alain Hamer (LUX) |
| 16 augustus EK 1996 kwalificatie № 33 «onderlinge duels» 19:00 uur (UTC+3) |              | 60' Tibor Jančula |           | Hüseyin Avni Akerstadion, Trabzon Toeschouwers: 200 Scheidsrechter: Alain Hamer (LUX) |

|                                                                            |                   |       |        |                                                                                   |
| 6 september EK 1996 kwalificatie № 34 «onderlinge duels» 18:00 uur (UTC+2) | Slowakije         | 1 – 0 | Israël | Všešportový areál, Košice Toeschouwers: 7.810 Scheidsrechter: Michel Piraux (BEL) |
| 6 september EK 1996 kwalificatie № 34 «onderlinge duels» 18:00 uur (UTC+2) | Tibor Jančula 54' |       |        | Všešportový areál, Košice Toeschouwers: 7.810 Scheidsrechter: Michel Piraux (BEL) |

|                                                                           |                                                                               |       |                       |                                                                                    |
| 11 oktober EK 1996 kwalificatie № 35 «onderlinge duels» 17:30 uur (UTC+1) | Slowakije                                                                     | 4 – 1 | Polen                 | Tehelné pole, Bratislava Toeschouwers: 11.653 Scheidsrechter: Jorge Monteiro (POR) |
| 11 oktober EK 1996 kwalificatie № 35 «onderlinge duels» 17:30 uur (UTC+1) | Peter Dubovský 31' (pen.) Tibor Jančula 68' Marek Ujlaky 77' Július Šimon 82' |       | 20' Andrzej Juskowiak | Tehelné pole, Bratislava Toeschouwers: 11.653 Scheidsrechter: Jorge Monteiro (POR) |

|                                                                       |           |                                        |          |                                                                                    |
| 15 november EK-kwalificatie № 36 «onderlinge duels» 17:30 uur (UTC+1) | Slowakije | 0 – 2                                  | Roemenië | Všešportový areál, Košice Toeschouwers: 9.676 Scheidsrechter: Jaap Uilenberg (NED) |
| 15 november EK-kwalificatie № 36 «onderlinge duels» 17:30 uur (UTC+1) |           | 66' Gheorghe Hagi 82' Dorinel Munteanu |          | Všešportový areál, Košice Toeschouwers: 9.676 Scheidsrechter: Jaap Uilenberg (NED) |

### 1996
|                                                                      |                                                                       |       |             |                                                                                      |
| 27 maart Vriendschappelijk № 37 «onderlinge duels» 15:30 uur (UTC+1) | Slowakije                                                             | 4 – 0 | Wit-Rusland | Štadión pod Zoborom, Nitra Toeschouwers: 3.058 Scheidsrechter: Marek Kowalczyk (POL) |
| 27 maart Vriendschappelijk № 37 «onderlinge duels» 15:30 uur (UTC+1) | Július Šimon 24' Jaroslav Timko 32' Marek Ujlaky 61' Jozef Juriga 83' |       |             | Štadión pod Zoborom, Nitra Toeschouwers: 3.058 Scheidsrechter: Marek Kowalczyk (POL) |

|                                                                      |           |       |           |                                                                                |
| 24 april Vriendschappelijk № 38 «onderlinge duels» 18:00 uur (UTC+2) | Slowakije | 0 – 0 | Bulgarije | Štadión Spartaka, Trnava Toeschouwers: 10.927 Scheidsrechter: István Vad (HUN) |
| 24 april Vriendschappelijk № 38 «onderlinge duels» 18:00 uur (UTC+2) |           |       |           | Štadión Spartaka, Trnava Toeschouwers: 10.927 Scheidsrechter: István Vad (HUN) |

|                                                                   |                                           |       |                  |                                                                               |
| 9 mei Vriendschappelijk № 39 «onderlinge duels» 19:00 uur (UTC+2) | Zweden                                    | 2 – 1 | Slowakije        | Olympia, Helsingborg Toeschouwers: 10.798 Scheidsrechter: David Elleray (ENG) |
| 9 mei Vriendschappelijk № 39 «onderlinge duels» 19:00 uur (UTC+2) | Martin Dahlin 51' Marián Zeman 86' (e.d.) |       | 65' Marián Zeman | Olympia, Helsingborg Toeschouwers: 10.798 Scheidsrechter: David Elleray (ENG) |

|                                                                            |                |       |                                         |                                                                            |
| 31 augustus WK 1998 kwalificatie № 40 «onderlinge duels» 15:00 uur (UTC+1) | Faeröer        | 1 – 2 | Slowakije                               | Svangaskarð, Toftir Toeschouwers: 10.798 Scheidsrechter: Terje Hauge (NOR) |
| 31 augustus WK 1998 kwalificatie № 40 «onderlinge duels» 15:00 uur (UTC+1) | Jan Müller 60' |       | 13' Ľubomír Moravčík 89' Peter Dubovský | Svangaskarð, Toftir Toeschouwers: 10.798 Scheidsrechter: Terje Hauge (NOR) |

|                                                                             | |       |       |                                                                                  |
| 22 september WK 1998 kwalificatie № 41 «onderlinge duels» 18:00 uur (UTC+2) | Slowakije                                                                                                 | 6 – 0 | Malta | Tehelné pole, Bratislava Toeschouwers: 2.236 Scheidsrechter: Giorgos Bikas (GRE) |
| 22 september WK 1998 kwalificatie № 41 «onderlinge duels» 18:00 uur (UTC+2) | Dušan Tittel 13' Július Šimon 15' Marián Zeman 37' Jaroslav Timko 56' Peter Dubovský 59' Dušan Tittel 90' |       |       | Tehelné pole, Bratislava Toeschouwers: 2.236 Scheidsrechter: Giorgos Bikas (GRE) |

|                                                                           |                                                              |       |         |                                                                                 |
| 23 oktober WK 1998 kwalificatie № 42 «onderlinge duels» 18:00 uur (UTC+2) | Slowakije                                                    | 3 – 0 | Faeröer | Tehelné pole, Bratislava Toeschouwers: 5.442 Scheidsrechter: Salem Prolić (GRE) |
| 23 oktober WK 1998 kwalificatie № 42 «onderlinge duels» 18:00 uur (UTC+2) | Peter Dubovský 20' Tibor Jančula 44' Július Šimon 57' (pen.) |       |         | Tehelné pole, Bratislava Toeschouwers: 5.442 Scheidsrechter: Salem Prolić (GRE) |

|                                                                          |                                                                                |       |                  |                                                                                            |
| 13 november WK 1998 kwalificatie № 43 «onderlinge duels» 21:00 uur (UTC) | Spanje                                                                         | 4 – 1 | Slowakije        | Estadio Rodríguez López, Santa Cruz Toeschouwers: 13.500 Scheidsrechter: Markus Merk (GER) |
| 13 november WK 1998 kwalificatie № 43 «onderlinge duels» 21:00 uur (UTC) | Juan Antonio Pizzi 39' Guillermo Amor 47' Luis Enrique 56' Fernando Hierro 61' |       | 40' Dušan Tittel | Estadio Rodríguez López, Santa Cruz Toeschouwers: 13.500 Scheidsrechter: Markus Merk (GER) |

### 1997
|                                                                        |         |                  |           |                                                                                                   |
| 2 februari Vriendschappelijk № 44 «onderlinge duels» 16:00 uur (UTC−4) | Bolivia | 0 – 1            | Slowakije | Estadio Félix Capriles, Cochabamba Toeschouwers: 30.000 Scheidsrechter: Juan Carlos Lugones (BOL) |
| 2 februari Vriendschappelijk № 44 «onderlinge duels» 16:00 uur (UTC−4) |         | 83' Jozef Kožlej |           | Estadio Félix Capriles, Cochabamba Toeschouwers: 30.000 Scheidsrechter: Juan Carlos Lugones (BOL) |

|                                                      |                                       |       |                                       |                                                                                                   |
| 5 februari Vriendschappelijk № 45 «onderlinge duels» | Costa Rica                            | 2 – 2 | Slowakije                             | Estadio Alejandro Morera Soto, Alajuela Toeschouwers: 12.000 Scheidsrechter: William Mattus (CRC) |
| 5 februari Vriendschappelijk № 45 «onderlinge duels» | Rónald Gómez 1' Rónald González 90+1' |       | 71' Szilárd Németh 78' Róbert Semeník | Estadio Alejandro Morera Soto, Alajuela Toeschouwers: 12.000 Scheidsrechter: William Mattus (CRC) |

|                                                                        |                       |       |           | |
| 8 februari Vriendschappelijk № 46 «onderlinge duels» 16:00 uur (UTC−5) | Colombia              | 1 – 0 | Slowakije | Estadio Hernán Ramírez Villegas, Pereira Toeschouwers: 18.000 Scheidsrechter: Julio Idarraga (COL) |
| 8 februari Vriendschappelijk № 46 «onderlinge duels» 16:00 uur (UTC−5) | Faustino Asprilla 52' |       |           | Estadio Hernán Ramírez Villegas, Pereira Toeschouwers: 18.000 Scheidsrechter: Julio Idarraga (COL) |

|                                                                      |           |                   |           |                                                                                  |
| 11 maart Vriendschappelijk № 47 «onderlinge duels» 17:30 uur (UTC+2) | Bulgarije | 0 – 1             | Slowakije | Vasil Levskistadion, Sofia Toeschouwers: 7.000 Scheidsrechter: Metin Tokat (TUR) |
| 11 maart Vriendschappelijk № 47 «onderlinge duels» 17:30 uur (UTC+2) |           | 81' Jozef Majoroš |           | Vasil Levskistadion, Sofia Toeschouwers: 7.000 Scheidsrechter: Metin Tokat (TUR) |

|                                                                    |       |                                    |           |                                                                                     |
| 31 maart WK-kwalificatie № 48 «onderlinge duels» 16:00 uur (UTC+2) | Malta | 0 – 2                              | Slowakije | Ta' Qalistadion, Ta' Qali Toeschouwers: 4.202 Scheidsrechter: Marek Kowalczyk (POL) |
| 31 maart WK-kwalificatie № 48 «onderlinge duels» 16:00 uur (UTC+2) |       | 38' Tibor Jančula 90' Dušan Tittel |           | Ta' Qalistadion, Ta' Qali Toeschouwers: 4.202 Scheidsrechter: Marek Kowalczyk (POL) |

|                                                                      |                                                             |       |                      |                                                                                    |
| 29 april Vriendschappelijk № 49 «onderlinge duels» 16:30 uur (UTC+2) | Slowakije                                                   | 3 – 1 | IJsland              | Štadión Spartaka, Trnava Toeschouwers: 3.403 Scheidsrechter: Ihor Yarmenchuk (UKR) |
| 29 april Vriendschappelijk № 49 «onderlinge duels» 16:30 uur (UTC+2) | Július Šimon 36' (pen.) Jaroslav Timko 54' Július Šimon 90' |       | 25' Helgi Sigurðsson | Štadión Spartaka, Trnava Toeschouwers: 3.403 Scheidsrechter: Ihor Yarmenchuk (UKR) |

|                                                                       |                                           |       |           |                                                                                       |
| 8 juni WK 1998 kwalificatie № 50 «onderlinge duels» 20:00 uur (UTC+2) | Joegoslavië                               | 2 – 0 | Slowakije | Rode Sterstadion, Belgrado Toeschouwers: 22.044 Scheidsrechter: Peter Mikkelsen (UKR) |
| 8 juni WK 1998 kwalificatie № 50 «onderlinge duels» 20:00 uur (UTC+2) | Dejan Savićević 17' Predrag Mijatović 75' |       |           | Rode Sterstadion, Belgrado Toeschouwers: 22.044 Scheidsrechter: Peter Mikkelsen (UKR) |

|                                                                        |                   |       |             |                                                                                 |
| 6 augustus Vriendschappelijk № 51 «onderlinge duels» 20:15 uur (UTC+2) | Slowakije         | 1 – 0 | Zwitserland | Tehelné pole, Bratislava Toeschouwers: 3.470 Scheidsrechter: Željko Širić (CRO) |
| 6 augustus Vriendschappelijk № 51 «onderlinge duels» 20:15 uur (UTC+2) | Tibor Jančula 28' |       |             | Tehelné pole, Bratislava Toeschouwers: 3.470 Scheidsrechter: Željko Širić (CRO) |

|                                                                            |                                     |       |                     |                                                                                      |
| 24 augustus WK 1998 kwalificatie № 52 «onderlinge duels» 20:15 uur (UTC+2) | Slowakije                           | 2 – 1 | Tsjechië            | Tehelné pole, Bratislava Toeschouwers: 26.000 Scheidsrechter: Pietro Ceccarini (ITA) |
| 24 augustus WK 1998 kwalificatie № 52 «onderlinge duels» 20:15 uur (UTC+2) | Tibor Jančula 45' Jozef Majoroš 55' |       | 15' Vladimír Šmicer | Tehelné pole, Bratislava Toeschouwers: 26.000 Scheidsrechter: Pietro Ceccarini (ITA) |

|                                                                             |                   |       |                       |                                                                                  |
| 10 september WK 1998 kwalificatie № 53 «onderlinge duels» 20:15 uur (UTC+2) | Slowakije         | 1 – 1 | Joegoslavië           | Tehelné pole, Bratislava Toeschouwers: 22.500 Scheidsrechter: Anders Frisk (SWE) |
| 10 september WK 1998 kwalificatie № 53 «onderlinge duels» 20:15 uur (UTC+2) | Jozef Majoroš 65' |       | 80' Siniša Mihajlović | Tehelné pole, Bratislava Toeschouwers: 22.500 Scheidsrechter: Anders Frisk (SWE) |

|                                                                             |                   |       |                             |                                                                                   |
| 24 september WK 1998 kwalificatie № 54 «onderlinge duels» 20:15 uur (UTC+2) | Slowakije         | 1 – 2 | Spanje                      | Tehelné pole, Bratislava Toeschouwers: 13.667 Scheidsrechter: László Vágner (HUN) |
| 24 september WK 1998 kwalificatie № 54 «onderlinge duels» 20:15 uur (UTC+2) | Jozef Majoroš 75' |       | 47' Kiko 76' Guillermo Amor | Tehelné pole, Bratislava Toeschouwers: 13.667 Scheidsrechter: László Vágner (HUN) |

|                                                                           |                                                      |       |           |                                                                             |
| 11 oktober WK 1998 kwalificatie № 55 «onderlinge duels» 20:00 uur (UTC+2) | Tsjechië                                             | 3 – 0 | Slowakije | Letenský stadion, Praag Toeschouwers: 5.428 Scheidsrechter: Urs Meier (SUI) |
| 11 oktober WK 1998 kwalificatie № 55 «onderlinge duels» 20:00 uur (UTC+2) | Vladimír Šmicer 54' Horst Siegl 70' Jiří Novotný 73' |       |           | Letenský stadion, Praag Toeschouwers: 5.428 Scheidsrechter: Urs Meier (SUI) |

### 1998
|                                                                        |                                                                       |       |           |                                                                                           |
| 28 januari Vriendschappelijk № 56 «onderlinge duels» 18:00 uur (UTC+1) | Italië                                                                | 3 – 0 | Slowakije | Stadio Angelo Massimino, Catania Toeschouwers: 23.921 Scheidsrechter: Charles Agius (MLT) |
| 28 januari Vriendschappelijk № 56 «onderlinge duels» 18:00 uur (UTC+1) | Milan Timko 48' (e.d.) Alessandro Del Piero 53' Roberto Di Matteo 63' |       |           | Stadio Angelo Massimino, Catania Toeschouwers: 23.921 Scheidsrechter: Charles Agius (MLT) |

|                                                                             |                      |       |                    |                                                                                       |
| 6 februari Cyprus Voetbaltoernooi № 57 «onderlinge duels» 15:00 uur (UTC+2) | Slowakije            | 1 – 1 | Slovenië           | Tsirionstadion, Limasol Toeschouwers: 300 Scheidsrechter: Giannakis Kiprianidis (CYP) |
| 6 februari Cyprus Voetbaltoernooi № 57 «onderlinge duels» 15:00 uur (UTC+2) | Ľubomír Moravčík 74' |       | 72' Zlatko Zahovič | Tsirionstadion, Limasol Toeschouwers: 300 Scheidsrechter: Giannakis Kiprianidis (CYP) |

|                                                                             |                        |       |                                         |                                                                                  |
| 7 februari Cyprus Voetbaltoernooi № 58 «onderlinge duels» 15:00 uur (UTC+2) | IJsland                | 1 – 2 | Slowakije                               | Tsirionstadion, Limasol Toeschouwers: 300 Scheidsrechter: Costas Kapitanis (CYP) |
| 7 februari Cyprus Voetbaltoernooi № 58 «onderlinge duels» 15:00 uur (UTC+2) | Brynjar Gunnarsson 77' |       | 58' Szilárd Németh 65' Ľubomír Moravčík | Tsirionstadion, Limasol Toeschouwers: 300 Scheidsrechter: Costas Kapitanis (CYP) |

|                                                                             |         |                                         |           |                                                                               |
| 9 februari Cyprus Voetbaltoernooi № 59 «onderlinge duels» 15:00 uur (UTC+2) | Finland | 0 – 2                                   | Slowakije | GSZ-stadion, Larnaca Toeschouwers: 300 Scheidsrechter: Costas Kapitanis (CYP) |
| 9 februari Cyprus Voetbaltoernooi № 59 «onderlinge duels» 15:00 uur (UTC+2) |         | 32' (pen.) Dušan Tittel 52' Jozef Pisár |           | GSZ-stadion, Larnaca Toeschouwers: 300 Scheidsrechter: Costas Kapitanis (CYP) |

|                                                                    |                 |       |           |                                                                              |
| 25 maart Vriendschappelijk № 60 «onderlinge duels» 20:00 uur (UTC) | Noord-Ierland   | 1 – 0 | Slowakije | Windsor Park, Belfast Toeschouwers: 7.895 Scheidsrechter: Alan Howells (WAL) |
| 25 maart Vriendschappelijk № 60 «onderlinge duels» 20:00 uur (UTC) | Steve Lomas 51' |       |           | Windsor Park, Belfast Toeschouwers: 7.895 Scheidsrechter: Alan Howells (WAL) |

|                                                                      |           |       |            |                                                                                      |
| 15 april Vriendschappelijk № 61 «onderlinge duels» 18:00 uur (UTC+2) | Slowakije | 0 – 0 | Zuid-Korea | Tehelné pole, Bratislava Toeschouwers: 1.873 Scheidsrechter: Mirosław Milewski (POL) |
| 15 april Vriendschappelijk № 61 «onderlinge duels» 18:00 uur (UTC+2) |           |       |            | Tehelné pole, Bratislava Toeschouwers: 1.873 Scheidsrechter: Mirosław Milewski (POL) |

|                                                                    |                   |       |                                    |                                                                               |
| 29 mei Vriendschappelijk № 62 «onderlinge duels» 17:30 uur (UTC+2) | Kroatië           | 1 – 2 | Slowakije                          | Gradskistadion, Pula Toeschouwers: 7.000 Scheidsrechter: Milan Mitrović (SLO) |
| 29 mei Vriendschappelijk № 62 «onderlinge duels» 17:30 uur (UTC+2) | Goran Vlaović 43' |       | 4' Tibor Jančula 58' Jozef Majoroš | Gradskistadion, Pula Toeschouwers: 7.000 Scheidsrechter: Milan Mitrović (SLO) |

|                                                                         |           |       |         |                                                                                    |
| 19 augustus Vriendschappelijk № 63 «onderlinge duels» 20:15 uur (UTC+2) | Slowakije | 0 – 0 | Finland | Štadión Lokomotíva, Košice Toeschouwers: 3.220 Scheidsrechter: Miroslav Liba (CZE) |
| 19 augustus Vriendschappelijk № 63 «onderlinge duels» 20:15 uur (UTC+2) |           |       |         | Štadión Lokomotíva, Košice Toeschouwers: 3.220 Scheidsrechter: Miroslav Liba (CZE) |

|                                                                            |                                                          |       |              |                                                                                  |
| 5 september EK 2000 kwalificatie № 64 «onderlinge duels» 20:15 uur (UTC+2) | Slowakije                                                | 3 – 0 | Azerbeidzjan | Štadión Lokomotíva, Košice Toeschouwers: 3.243 Scheidsrechter: Alan Snoddy (NIR) |
| 5 september EK 2000 kwalificatie № 64 «onderlinge duels» 20:15 uur (UTC+2) | Martin Fabuš 17' Peter Dubovský 26' Ľubomír Moravčík 37' |       |              | Štadión Lokomotíva, Košice Toeschouwers: 3.243 Scheidsrechter: Alan Snoddy (NIR) |

|                                                                           |               |                                                                                |           |                                                                                    |
| 10 oktober EK 2000 kwalificatie № 65 «onderlinge duels» 16:30 uur (UTC+2) | Liechtenstein | 0 – 4                                                                          | Slowakije | Rheinparkstadion, Vaduz Toeschouwers: 1.840 Scheidsrechter: Vladimir Antonov (MDA) |
| 10 oktober EK 2000 kwalificatie № 65 «onderlinge duels» 16:30 uur (UTC+2) |               | 3' Miroslav Sovič 13' Peter Dubovský 36' Róbert Tomaschek 61' Róbert Tomaschek |           | Rheinparkstadion, Vaduz Toeschouwers: 1.840 Scheidsrechter: Vladimir Antonov (MDA) |

|                                                                           |           |                                               |          |                                                                                 |
| 14 oktober EK 2000 kwalificatie № 66 «onderlinge duels» 20:30 uur (UTC+2) | Slowakije | 0 – 3                                         | Portugal | Tehelné pole, Bratislava Toeschouwers: 22.059 Scheidsrechter: Oğuz Sarvan (TUR) |
| 14 oktober EK 2000 kwalificatie № 66 «onderlinge duels» 20:30 uur (UTC+2) |           | 17' João Pinto 30' João Pinto 70' Abel Xavier |          | Tehelné pole, Bratislava Toeschouwers: 22.059 Scheidsrechter: Oğuz Sarvan (TUR) |

|                                                                         |                   |       |                                                               |                                                                                           |
| 10 november Vriendschappelijk № 67 «onderlinge duels» 18:00 uur (UTC+1) | Slowakije         | 1 – 3 | Polen                                                         | Tehelné pole, Bratislava Toeschouwers: 1.365 Scheidsrechter: Manfred Schüttengruber (AUT) |
| 10 november Vriendschappelijk № 67 «onderlinge duels» 18:00 uur (UTC+1) | Tibor Jančula 57' |       | 56' Piotr Reiss 66' Wojciech Kowalczyk 75' Wojciech Kowalczyk | Tehelné pole, Bratislava Toeschouwers: 1.365 Scheidsrechter: Manfred Schüttengruber (AUT) |

### 1999
|                                                                     |                                   |       |           |                                                                                        |
| 3 maart Vriendschappelijk № 68 «onderlinge duels» 15:00 uur (UTC+2) | Bulgarije                         | 2 – 0 | Slowakije | Beroestadion, Stara Zagora Toeschouwers: 33.000 Scheidsrechter: Miroslav Radoman (YUG) |
| 3 maart Vriendschappelijk № 68 «onderlinge duels» 15:00 uur (UTC+2) | Ilian Iliev 21' Christo Jovov 41' |       |           | Beroestadion, Stara Zagora Toeschouwers: 33.000 Scheidsrechter: Miroslav Radoman (YUG) |

|                                                                         |          |       |           |                                                                                      |
| 27 maart EK 2000 kwalificatie № 69 «onderlinge duels» 20:30 uur (UTC+2) | Roemenië | 0 – 0 | Slowakije | Stadionul Steaua, Boekarest Toeschouwers: 15.000 Scheidsrechter: Graham Barber (ENG) |
| 27 maart EK 2000 kwalificatie № 69 «onderlinge duels» 20:30 uur (UTC+2) |          |       |           | Stadionul Steaua, Boekarest Toeschouwers: 15.000 Scheidsrechter: Graham Barber (ENG) |

|                                                                         |           |       |           |                                                                                    |
| 31 maart EK 2000 kwalificatie № 70 «onderlinge duels» 18:00 uur (UTC+2) | Slowakije | 0 – 0 | Hongarije | Tehelné pole, Bratislava Toeschouwers: 19.452 Scheidsrechter: Claude Colombo (FRA) |
| 31 maart EK 2000 kwalificatie № 70 «onderlinge duels» 18:00 uur (UTC+2) |           |       |           | Tehelné pole, Bratislava Toeschouwers: 19.452 Scheidsrechter: Claude Colombo (FRA) |

|                                                                    |                                     |       |           |                                                                                    |
| 19 mei Vriendschappelijk № 71 «onderlinge duels» 17:00 uur (UTC+2) | Slowakije                           | 2 – 0 | Bulgarije | Tehelné pole, Bratislava Toeschouwers: 6.600 Scheidsrechter: Hartmut Strampe (GER) |
| 19 mei Vriendschappelijk № 71 «onderlinge duels» 17:00 uur (UTC+2) | Milan Timko 9' Róbert Tomaschek 89' |       |           | Tehelné pole, Bratislava Toeschouwers: 6.600 Scheidsrechter: Hartmut Strampe (GER) |

|                                                                       |             |       |           |                                                                                            |
| 5 juni EK 2000 kwalificatie № 72 «onderlinge duels» 21:00 uur (UTC+1) | Portugal    | 1 – 0 | Slowakije | Estádio José Alvalade, Lissabon Toeschouwers: 20.300 Scheidsrechter: Claus Bo Larsen (DEN) |
| 5 juni EK 2000 kwalificatie № 72 «onderlinge duels» 21:00 uur (UTC+1) | Capucho 64' |       |           | Estádio José Alvalade, Lissabon Toeschouwers: 20.300 Scheidsrechter: Claus Bo Larsen (DEN) |

|                                                                       |           |                  |           |                                                                                    |
| 9 juni EK 2000 kwalificatie № 73 «onderlinge duels» 20:15 uur (UTC+2) | Hongarije | 0 – 1            | Slowakije | Rába ETO Stadion, Győr Toeschouwers: 18.300 Scheidsrechter: Manuel Díaz Vega (ESP) |
| 9 juni EK 2000 kwalificatie № 73 «onderlinge duels» 20:15 uur (UTC+2) |           | 52' Martin Fabuš |           | Rába ETO Stadion, Győr Toeschouwers: 18.300 Scheidsrechter: Manuel Díaz Vega (ESP) |

|                                                                         |                  |       |        |                                                                                     |
| 18 augustus Vriendschappelijk № 74 «onderlinge duels» 20:15 uur (UTC+2) | Slowakije        | 1 – 0 | Israël | Štadión Pasienky, Bratislava Toeschouwers: 2.368 Scheidsrechter: Anton Getsov (BUL) |
| 18 augustus Vriendschappelijk № 74 «onderlinge duels» 20:15 uur (UTC+2) | Martin Fabuš 80' |       |        | Štadión Pasienky, Bratislava Toeschouwers: 2.368 Scheidsrechter: Anton Getsov (BUL) |

|                                                                            |                            |       |                                                                                               |                                                                                    |
| 4 september EK 2000 kwalificatie № 75 «onderlinge duels» 20:15 uur (UTC+2) | Slowakije                  | 1 – 5 | Roemenië                                                                                      | Tehelné pole, Bratislava Toeschouwers: 8.143 Scheidsrechter: Graziano Cesari (ITA) |
| 4 september EK 2000 kwalificatie № 75 «onderlinge duels» 20:15 uur (UTC+2) | Vladimír Labant 22' (pen.) |       | 6' Adrian Ilie 30' Gheorghe Hagi 66' Liviu Ciobotariu 88' Viorel Moldovan 90' Viorel Moldovan | Tehelné pole, Bratislava Toeschouwers: 8.143 Scheidsrechter: Graziano Cesari (ITA) |

|                                                                            |                                       |       |               |                                                                                               |
| 8 september EK 2000 kwalificatie № 76 «onderlinge duels» 16:00 uur (UTC+2) | Slowakije                             | 2 – 0 | Liechtenstein | Mestský štadión, Dubnica nad Váhom Toeschouwers: 3.052 Scheidsrechter: Andreas Georgiou (CYP) |
| 8 september EK 2000 kwalificatie № 76 «onderlinge duels» 16:00 uur (UTC+2) | Szilárd Németh 4' Miroslav Karhan 55' |       |               | Mestský štadión, Dubnica nad Váhom Toeschouwers: 3.052 Scheidsrechter: Andreas Georgiou (CYP) |

|                                                                     |              |                     |           |                                                                                         |
| 9 oktober EK-kwalificatie № 77 «onderlinge duels» 18:00 uur (UTC+5) | Azerbeidzjan | 0 – 1               | Slowakije | Tofikh Bakhramovstadion, Bakoe Toeschouwers: 6.000 Scheidsrechter: Kyros Vassaras (GRE) |
| 9 oktober EK-kwalificatie № 77 «onderlinge duels» 18:00 uur (UTC+5) |              | 70' Vladimír Labant |           | Tofikh Bakhramovstadion, Bakoe Toeschouwers: 6.000 Scheidsrechter: Kyros Vassaras (GRE) |

|                                                       |                                          |       |                     |                                                                                  |
| 17 november Vriendschappelijk № 78 «onderlinge duels» | Peru                                     | 2 – 1 | Slowakije           | Estadio Nacional, Lima Toeschouwers: 29.809 Scheidsrechter: Eduardo Gamboa (CHL) |
| 17 november Vriendschappelijk № 78 «onderlinge duels» | Roberto Palacios 22' Nolberto Solano 37' |       | 21' Vladimír Kožuch | Estadio Nacional, Lima Toeschouwers: 29.809 Scheidsrechter: Eduardo Gamboa (CHL) |

|                                                       |                            |       |           |                                                                                 |
| 19 november Vriendschappelijk № 79 «onderlinge duels» | Colombia                   | 1 – 0 | Slowakije | Estadio El Campín, Bogota Toeschouwers: 35.000 Scheidsrechter: Óscar Ruiz (COL) |
| 19 november Vriendschappelijk № 79 «onderlinge duels» | Stanislav Varga 66' (e.d.) |       |           | Estadio El Campín, Bogota Toeschouwers: 35.000 Scheidsrechter: Óscar Ruiz (COL) |

|                                                       |           |                     |           |                                                                                              |
| 24 november Vriendschappelijk № 80 «onderlinge duels» | Guatemala | 0 – 1               | Slowakije | Estadio Mateo Flores, Guatemala-Stad Toeschouwers: 3.000 Scheidsrechter: Hugo Castillo (GUA) |
| 24 november Vriendschappelijk № 80 «onderlinge duels» |           | 75' Jaroslav Hrabal |           | Estadio Mateo Flores, Guatemala-Stad Toeschouwers: 3.000 Scheidsrechter: Hugo Castillo (GUA) |

|                                                       |                                                                                        |       |           |                                                                                                  |
| 25 november Vriendschappelijk № 81 «onderlinge duels» | Costa Rica                                                                             | 4 – 0 | Slowakije | Estadio Alejandro Morera Soto, Alajuela Toeschouwers: 3.000 Scheidsrechter: William Mattus (CRC) |
| 25 november Vriendschappelijk № 81 «onderlinge duels» | Wálter Centeno 28' Jéwisson Bennett 46' Ondrej Šmelko 72' (e.d.) Luis Diego Arnáez 79' |       |           | Estadio Alejandro Morera Soto, Alajuela Toeschouwers: 3.000 Scheidsrechter: William Mattus (CRC) |

SFZ · A-internationals · Bondscoaches · Statistieken · Slowaaks vrouwenelftal · Olympisch elftal · Slowakije U21 · Slowakije U20 · Slowakije U19 · Slowakije U18 · Slowakije U17 · Slowakije U16
1939 – 1944 · 1992 – 1999 · 2000 – 2009 · 2010 – 2019 · 2020 − 2029
EK's: 2016 · 2020 · 2024
WK's: 2010
OS: 2000
1939 · 1940 · 1941 · 1942 · 1943 · 1944 · 1945–1991 · 1992 · 1993 · 1994 · 1995 · 1996 · 1997 · 1998 · 1999 · 2000 · 2001 · 2002 · 2003 · 2004 · 2005 · 2006 · 2007 · 2008 · 2009 · 2010 · 2011 · 2012 · 2013 · 2014 · 2015 · 2016 · 2017 · 2018 · 2019 · 2020 · 2021
Algerije · 
Andorra · 
Argentinië ·
Armenië · 
Australië · 
Azerbeidzjan · 
België · 
Bolivia · 
Bosnië en Herzegovina · 
Brazilië · 
Bulgarije · 
Chili · 
Colombia · 
Costa Rica · 
Cyprus · 
Denemarken · 
Duitsland · 
Egypte · 
Engeland · 
Estland · 
Faeröer · 
 Finland · 
Frankrijk · 
Georgië · 
Gibraltar · 
Griekenland · 
Guatemala · 
Hongarije · 
Ierland · 
IJsland · 
Iran · 
Israël · 
Italië · 
Japan · 
Joegoslavië · 
Jordanië · 
Kameroen · 
Kazachstan ·
Koeweit ·
Kroatië · 
Letland · 
Libanon ·
Liechtenstein · 
Litouwen ·
Luxemburg · 
Malta · 
Marokko · 
Mexico ·
Moldavië · 
Montenegro ·
Nederland · 
Nieuw-Zeeland · 
Noord-Ierland ·
Noord-Macedonië ·
Noorwegen ·
Oeganda · 
Oekraïne · 
Oezbekistan · 
Oostenrijk · 
Paraguay · 
Peru · 
Polen · 
Portugal · 
Roemenië · 
Rusland · 
San Marino · 
Saoedi-Arabië · 
Schotland · 
Servië en Montenegro ·
Slovenië · 
Spanje · 
Thailand · 
Tsjechië · 
Turkije · 
Verenigde Arabische Emiraten · 
Verenigde Staten · 
Wales · 
Wit-Rusland · 
Zuid-Korea · 
Zweden · 
Zwitserland
Engeland (2016) ·
Nieuw-Zeeland (2010) · 
Polen (2021) · 
Rusland (2016) · 
Spanje (2021) · 
Wales (2016) · 
Zweden (2021)
CONMEBOL: Bolivia · Chili  · Colombia · Ecuador · Uruguay · Venezuela

UEFA: Albanië · Andorra · Armenië · Azerbeidzjan · België · Bosnië en Herzegovina · Bulgarije · Cyprus · Denemarken · (West-)Duitsland · Duitse Democratische Republiek · Engeland · Estland · Faeröer · Finland · Frankrijk · Georgië · Griekenland · Hongarije · IJsland · Ierland · Israël · Italië · Joegoslavië · Kroatië · Letland · Liechtenstein · Litouwen · Luxemburg · Malta · Moldavië · Nederland · Noord-Ierland · Noord-Macedonië · Noorwegen · Oekraïne · Oostenrijk · Polen · Portugal · Roemenië · Rusland · San Marino · Schotland · Slovenië · Slowakije · Sovjet-Unie/GOS ·  Spanje · Tsjechië · Tsjecho-Slowakije · Turkije · Wales · Wit-Rusland · Zweden · Zwitserland

AFC: Kazachstan

CAF: Madagaskar

CONCACAF: Belize · Canada